# Kostkowice (Zawiercie)
Pour les articles homonymes, voir Kostkowice.
Kostkowice est une localité polonaise de la gmina de Kroczyce, située dans le powiat de Zawiercie en voïvodie de Silésie.